# خرگوش قهوه‌ای (فیلم)
خرگوش قهوه‌ای یا براون بانی (به انگلیسی: The Brown Bunny) فیلم هنری مستقلی از وینسنت گالو محصول سال ۲۰۰۳ است که به جشنواره فیلم کن همان سال راه یافت. سکانس بی‌پردهٔ حاوی سکس دهانیِ صحنه‌سازی‌نشده بین گالو و کلویی سونی، و جدل قلمی بعدی بین راجر ایبرت منتقد آمریکایی و کارگردان فیلم، شهرت فیلم را دوچندان کرد. ایبرت ابتدا آن را «بدترین فیلم تاریخ جشنواره کن» نامید اما بعدها با دیدن نسخهٔ ادیت‌شدهٔ فیلم، نظرش را تعدیل کرد.